# Шпица, Владимир Григорьевич
Владимир Григорьевич Шпица (17 июня 1913, Волчанск, Харьковская губерния — 24 января 1986, Львов) — советский и украинский доцент (1952), кандидат технических наук (1951), ректор Украинского полиграфического института имени Ивана Фёдорова (1952—1973).

## Биография
Родился 17 июня 1913 года в городе Волчанск Харьковской губернии в семье учителей.
После завершения семилетки в родном городе учился в Харьковском машиностроительном и конструкторском техникуме, который окончил в 1932 году. Ещё до завершения обучения стал работать конструктором в различных проектных организациях Харькова: УкрНИИпромтранспорта, Укрцемпроект, «Укргипроогнеупоры», харьковской конторе «Стальпромеханизация».
В 1931 году поступает на второй курс механического факультета Харьковского инженерно-педагогического института, который окончил в 1934 году и был оставлен на обучение в аспирантуре. В этом году направлен на работу в Куйбышевский индустриальный институт имени В. В. Куйбышева, где преподавал на кафедре деталей машин и грузоподъёмных механизмов, по совместительству работал заместителем декана, деканом факультета, затем — учёным секретарём института.
С началом Великой Отечественной войны мобилизован в РКК, с августа 1941 года — курсант Орских курсов военных переводчиков Южно-Уральского военного округа, с февраля 1942 года — слушатель Военного института иностранных языков Рабоче-крестьянской Красной армии. В январе 1943 года направлен в Центральный штаб партизанского движения, в марте этого же года переведён на службу в Украинский штаб партизанского движения в Житомирскую область — в соединение партизанских отрядов под командованием А. Н. Сабурова на должность командира специальной технической разведгруппы. В октябре 1943 года был назначен заместителем командира партизанского отряда имени Кармелюка по разведке Каменец-Подольского соединения под командованием А. З. Одухи, с декабря 1943 года — заместитель командира соединения по разведке. На этой должности находился до расформирования соединения.
В августе 1944 года назначен директором Черновицкого индустриального техникума. С августа 1946 года переведён на работу в Украинский полиграфический институт старшим преподавателем кафедры деталей машин. В 1950 году был прикомандирован в летнюю аспирантуру при Одесском политехническом институте, где в 1951 году защитил диссертационную работу «Вопросы ударной прочности болтов» на соискание учёной степени кандидата технических наук. В этом году  назначен на должность доцента и начал руководить кафедрой деталей машин УПИ. С августа 1952 года — директор УПИ имени Ивана Фёдорова, в сентябре ВАК утвердил его в звании доцента по кафедре деталей машин.
В должности директора (ректора) института и заведующего кафедрой доцент Шпица проработал более двадцати лет — до выхода на пенсию в 1973 году. Во время его ректорства в институте было организовано пять новых факультетов: заочный, киевский вечерний, Львовской и Хмельницкой общетехнические, повышение квалификации, а также подготовительное отделение, начато издание республиканского межведомственного научно-технического сборника «Полиграфия и издательское дело».
После выхода на пенсию и до самой смерти продолжал преподавать на кафедре деталей машин.
Умер 24 января 1986 года во Львове, похоронен на Лычаковском кладбище.

## Награды
- Орден Ленина;
- Орден Красного Знамени;
- Орден Отечественной войны I степени;
- Орден Трудового Красного Знамени;
- Орден «Знак Почёта»;
- Медаль «За трудовое отличие»;
- Медаль «Партизану Отечественной войны» 1-й степени;
- Почётная грамота Президиума Верховного Совета УССР;
- Грамота Президиума Верховного Совета УССР;
- Заслуженный работник высшей школы УССР.